# Mutant Busters
Mutant Busters es una serie española de animación del género de acción, ciencia ficción y comedia que fue producida por Planeta Junior, compañía del Grupo Planeta y De Agostini, y emitida en la cadena temática Neox en el año 2015, mediante el bloque de programación 'Kidz'. Actualmente ponen reposiciones. La serie, dirigida especialmente hacia niños, nacía con la intención de convertirse en un referente para los pequeños de la casa gracias a su mezcla de humor y acción.
La ficción fue estrenada en Neox el 31 de octubre de 2015 y contó con 52 episodios de unos 10 minutos de duración, aproximadamente.
La serie fue inspirada por una línea de juguetes de la conocida marca Famosa. Diego Ibáñez, responsable del departamento comercial internacional de la productora, definió el proyecto como "un cruce entre 'The Walking Dead' y 'Mad Max' para niños en un futuro postapocalíptico en el que dominan los mutantes".
La serie nacía también con la intención de no quedarse solo en el público infantil, sino tratar de captar también a parte del público adulto, equilibrando el humor más escatológico, la acción y la aventura con referencias a sagas clásicas como "Star Wars" o "Indiana Jones". Rubén Córdoba, encargado de la dirección artística, declaró que "el objetivo es hacer una serie de aventuras con una personalidad propia, reconocible, con un sentido del humor muy característico y enraizado en la cultura pop".
La ficción fue emitida al completo en las mañanas de Neox tras su compra por parte del grupo Atresmedia. Tras la emisión de los 52 episodios creados inicialmente, el grupo mediático decidió no encargar una segunda temporada.